# ابرخس ۱۲۹۶۱
ابرخس ۱۲۹۶۱ یک ستاره است که در صورت فلکی جوی قرار دارد.